# Richard Schiff
Richard Schiff (ur. 27 maja 1955 w Bethesdzie) – amerykański aktor i reżyser.
Występował w roli Toby’ego Zieglera, którego gra w serialu Prezydencki poker. Właśnie za udział w tej produkcji otrzymał nagrodę Emmy. Schiff zadebiutował w roli reżysera, gdy nakręcił jeden z odcinków Prezydenckiego pokera pt. „Talking Points”.

## Filmografia
- 1992: Bodyguard jako Skip Thomas
- 1993: Gra o życie jako Bill
- 1995: Rough Magic jako Wiggins
- 1996: Ludzie miasta jako sprzedawca broni
- 1997: Cena miłości jako Steve Waters
- 1997: Zaginiony świat jako Eddie Carr
- 1998: Dzień zagłady jako Don Biederman
- 1998: Dr. Dolittle jako dr Gene Reiss
- 1999: Prezydencki poker jako Toby Ziegler
- 2001: Sam jako pan Turner
- 2001: Sądny dzień jako Walter Greenbaum
- 2002: Ludzie, których znam jako Elliot Schwaransky
- 2003: Agenci NCIS jako Harper Dearing
- 2004: Ray jako Jerry Wexler
- 2005: Kości jako profesor Leon Watters
- 2006: Tożsamość szpiega jako Phillip Cowan
- 2007: Detektyw Monk jako hipnotyzer
- 2007: Chłopiec z Marsa jako Lefkowitz
- 2008: Po prostu miłość jako Marvin
- 2009: Człowiek sukcesu jako Steve Heller
- 2009: Wyobraź sobie jako Carl Simons
- 2010: Jesienna pełnia jako Jeffrey
- 2010: Niewinny jako Tommy Molto
- 2011: Dawno, dawno temu jako król Leopold
- 2011: Johnny English Reaktywacja jako Titus Fisher
- 2012: Ogień zwalczaj ogniem jako Harold Gethers
- 2013: Człowiek ze stali jako dr Emil Hamilton
- 2014: Zanim zniknę jako Bruce
- 2016:  Good Doctor jako Aaron Glassman

## Gry wideo
- 2022: God of War Ragnarök jako Odyn